# Saint-Chaffrey
Saint-Chaffrey är en kommun i departementet Hautes-Alpes i regionen Provence-Alpes-Côte d'Azur i sydöstra Frankrike. Kommunen ligger  i kantonen Le Monêtier-les-Bains som ligger i arrondissementet Briançon. År 2022 hade Saint-Chaffrey 1 504 invånare.

## Befolkningsutveckling
Antalet invånare i kommunen Saint-Chaffrey
Referens:INSEE